# Melanerpes
Melanerpes (datel) je rod ptáků z čeledi datlovitých. Je známo 22 druhů. Všichni žijí na americkém kontinentě. Nejbližším příbuzným rodem je Xiphidiopicus s jediným druhem datlem kubánským (Xiphidiopicus percussus).

## Druhy
- datel běloprsý (Melanerpes candidus)
- datel cozumelský (Melanerpes pygmaeus)
- datel černolící (Melanerpes pucherani)
- datel červenohlavý (Melanerpes erythrocephalus)
- datel červenolící (Melanerpes lewis)
- datel gilský (Melanerpes uropygialis)
- datel guadeloupský (Melanerpes herminieri)
- datel haitský (Melanerpes striatus)
- datel Hoffmannův (Melanerpes hoffmanni)
- datel jamajský (Melanerpes radiolatus)
- datel kaktusový (Melanerpes cactorum)
- datel kápový (Melanerpes rubricapillus)
- datel karibský (Melanerpes superciliaris)
- datel karolínský (Melanerpes carolinus)
- datel mexický (Melanerpes hypopolius)
- datel pestrohlavý (Melanerpes chrysauchen)
- datel portorický (Melanerpes portoricensis)
- datel proužkohřbetý (Melanerpes aurifrons)
- datel sběrač (Melanerpes formicivorus)
- datel zdobený (Melanerpes chrysogenys)
- datel zlatohrdlý (Melanerpes flavifrons)
- datel žlutooký (Melanerpes cruentatus)